# Пегас

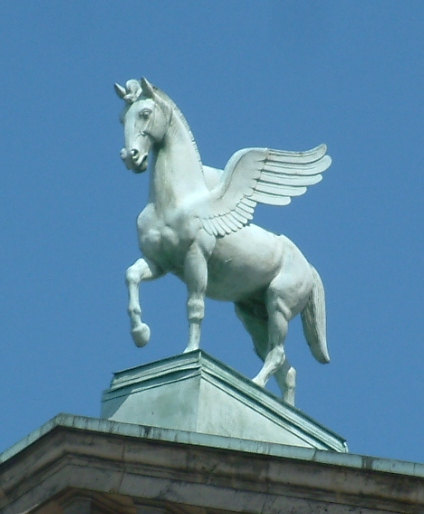
Пегас на будівлі опери в Познані

Пега́с (грец. Πήγασος, Pegasos) — у давньогрецькій міфології — чарівний крилатий кінь, брат воїна Хрісаора, що народився з крові горгони Медузи, коли Персей відтяв їй голову. Пегасом володів герой Беллерофонт, а надалі бог Зевс, якому крилатий кінь возив блискавки.

## У міфах
Вигляд Пегаса зумовлений тим, що горгона Медуза зачала його від Посейдона, котрий набув подоби коня чи птаха. Його ім'я походить від появи на світ біля витоків (Πηγαί, пегаї) річки Океан.
Коли герой Персей обезголовив Медузу, з її тіла з'явилися Пегас і воїн Хрісаор. Персей, схопивши відрубану голову, втік завдяки шапці-невидимці.
Пегас вибив копитом джерело Гіппокрену, за що його полюбили музи з гори Гелікон. Коли герой Беллерофонт ішов убити чудовисько Химеру на прохання Іобата, віщун Поліїд порадив приборкати Пегаса. Беллерофонт знайшов коня біля джерела Пірени та накинув на нього золоту вуздечку, подаровану Афіною; за іншою версією, Афіна привела герою коня вже з вуздечкою. Також іноді згадується, що Пегаса Беллерофонту подарував Посейдон. Осідлавши Пегаса, Беллерофонт злетів над Химерою та обстріляв її стрілами, а потім засунув їй у пащу шматок свинцю. Вогненний подих Химери розплавив свинець, що вбило чудовисько. Потім розповідали, що джерело Пірена біля Коринфа, куди Беллерофонт водив напувати Пегаса, завжди було повне води.
Після численних перемог Беллерофонт запишався та захотів злетіти на Олімп верхи на Пегасі. Зевс послав ґедзя, що вжалив коня і той скинув героя на землю. Пегас же долетів до Олімпу і надалі возив для Зевса блискавки.

## Трактування образу
У пізній античності зліт Пегаса трактувався як алегорія безсмертя душі; в наш час його вважають символом поетичного натхнення.
Роберт Грейвс вказував, що сюжет про зґвалтування Посейдоном Медузи, внаслідок чого з'явився Пегас, аналогічний сюжету про злягання Посейдона з Деметрою, котра задля помсти за це народила буйного коня Арейона. Як пояснював Грейвс, обидва міфи відображають насильні шлюби прибулих у XIII ст. до н. е. еллінів, які поклонялися Посейдону, з місцевими жрицями, що поклонялися богині Місяця, чий образ потім став асоціюватися з Медузою. Кінь був у місцевого населення (пеласгів) священною твариною через схожість підкови на місячний серп.

## Пегас у культурі

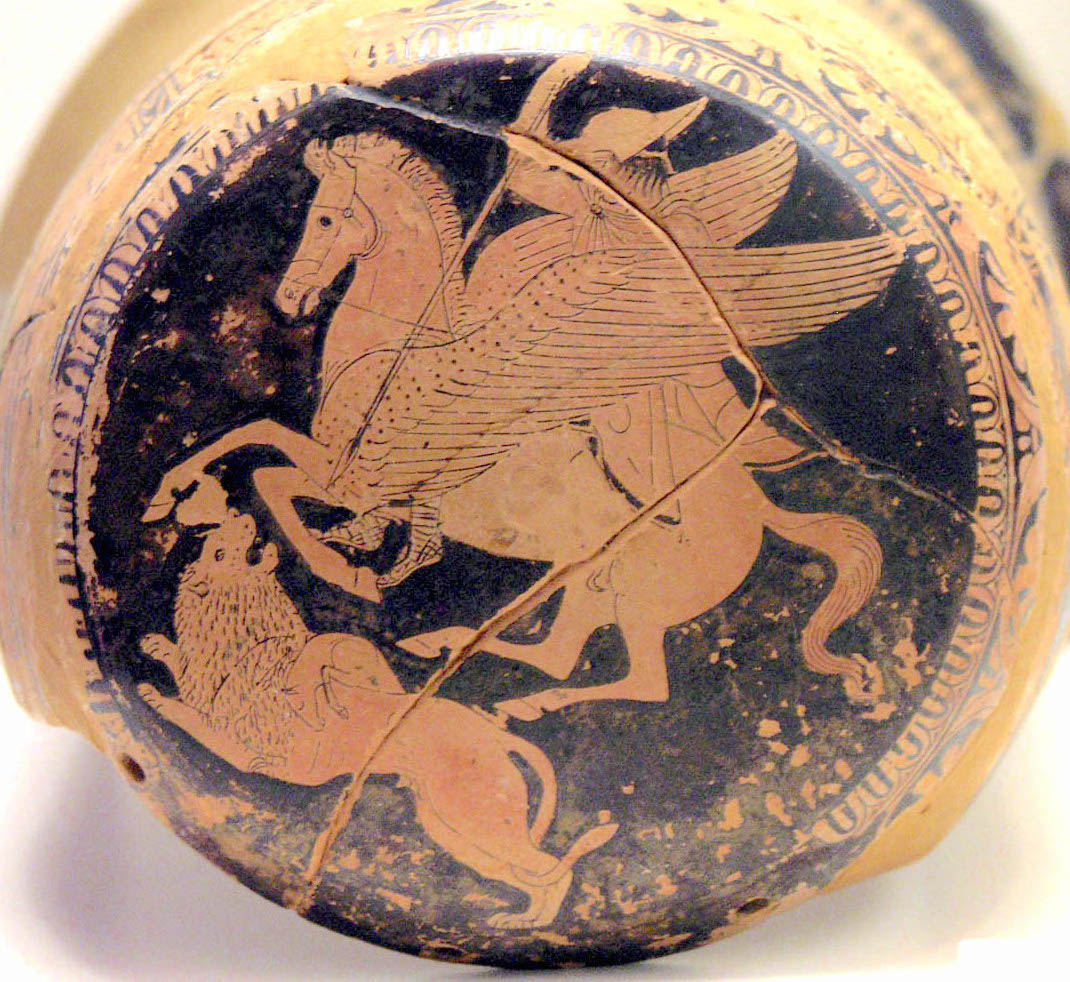
Беллерофонт і химера, край аттичного червонофігурного епінетрона, бл. 425—420 рр. до н. е.

Пегас нерідко з'являється на грецькій кераміці. Найдавнішими його зображеннями є коринфські вироби VII ст. до н. е. Пегас також був популярним на монетах, зокрема з Коринфа VI ст. до н. е. Відоме скульптурне зображення крилатого коня з фронтону храму Артеміди на Коркірі (бл. 580 року до н. е.). Міф про Беллерофонта та Пегаса також був популярним сюжетом у римському мистецтві, особливо в гравійованих камеях із напівдорогоцінного каміння та підлоговій мозаїці, де кінь постав символом безсмертя.
Крилаті коні зображалися давніми греками з колісницями богів, особливо бога сонця Геліоса та богині місяця Селени. Платон описував, що в храмі Посейдона на міфічному острові Атлантида була статуя бога, який стояв на колісниці, запряженій шістьма крилатими кіньми. Павсаній у «Описі Еллади» згадував, що на скрині Кіпсела, присвяченій Олімпії, був зображений Еномай, який женеться за Пелопом, який осідлав крилатого коня. На тій же скрині були зображені нереїди на колісницях, запряжених двома крилатими кіньми.
У переносному розумінні «осідлати Пегаса» означає «стати поетом».

## У геральдиці

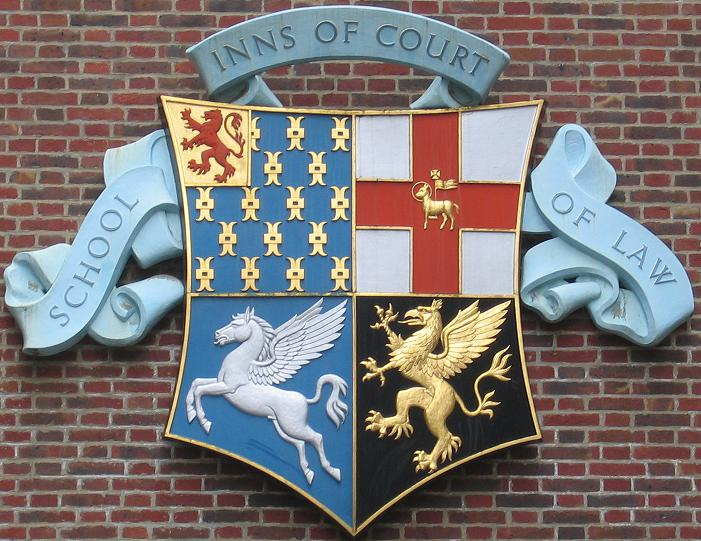
Пегас на гербі Судових інів

Пегас став звичайним елементом британської геральдики, з'являючись головним чином як щитотримач або герб. Пегаси також можуть зрідка зображатися на геральдичних щитах. На гербі Судової іни Внутрішнього храму зображений нестримний Пегас, а на гербі родини Річардсонів є рідкісне зображення Пегаса, що сидить. Найраніше використання зображення Пегаса в геральдиці датується щонайменше 1544 роком.